# 1989年上海
|        | 上海历史 |
| 世紀： | 19世紀上海 \| 20世紀上海 \| 21世紀上海                                                                                     |
| 年代： | 1950年代上海 \| 1960年代上海 \| 1970年代上海 \| 1980年代上海 \| 1990年代上海 \| 2000年代上海 \| 2010年代上海               |
| 年份： | 1985年上海 \| 1986年上海 \| 1987年上海 \| 1988年上海 \| 1989年上海 \| 1990年上海 \| 1991年上海 \| 1992年上海 \| 1993年上海 |
| 紀年： | 己巳年（蛇年）、上海开埠146周年、上海设市62周年                                                                            |

这一年北京因胡耀邦去世而爆发了八九民运，而在上海还因导报事件等因素的影响，亦产生了民主运动。但是与北京不同，时任市长朱镕基坚持“上海不同于北京”，没有出动军队清场，而是由时任市委书记的江泽民出面和平解决了在上海的民主运动。和平解决民运的经历最终促使邓小平放弃直接让胡锦涛接班的计划，将江泽民调入中央。江泽民在8月份接手成为了中国共产党总书记与最高国家领导人，朱镕基接管了原本由江泽民担任的上海市委书记的职务，同时兼任市长、市委书记两职直到他本人亦于1991年被调入中央为止。

## 主要官员

### 党委
- 市委书记：江泽民→朱镕基

### 人大
- 人大常委会主任：叶公琦

### 政府
- 市长：朱镕基

### 法院
- 院长：顾念祖

### 检察院
- 检察长：石祝三

### （党）纪委
- 书记：张定鸿

### 政协
- 主席：谢希德

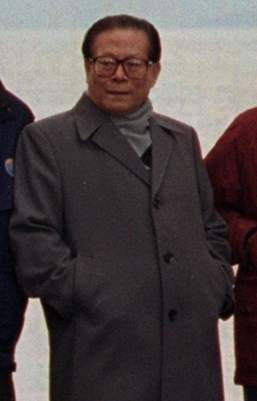
市委书记江泽民
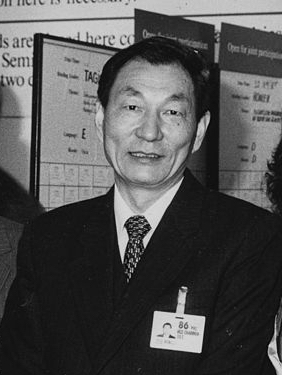
市委书记、市长朱镕基

## 大事记
- 1月1日——上海出租车全面启用计价器；铁路真如站改上海西站，原上海西站改长宁站。
- 1月18日——上海市锦江航运有限公司通顺轮首次由上海经香港驶往台湾基隆、南雄两港。
- 1月25日—— 市九届人大常委会第六次会议通过《上海市公民义务献血条例》。
- 2月24日——全市彩电销售实行专营管理，非专营商店一律停止销售彩电。
- 2月28日——上海京剧院编导、演出的京剧《曹操与杨修》第一个获中国戏曲学会奖金盾奖。
- 3月7日——至是日上海举报中心已受理群众举报线索10362件。
- 3月19日——上海电影制片厂故事片《人·鬼·情》获第11届国际妇女电影节公众大奖。
- 4月11日——市第三女中复校。
- 4月16日——上海第一机床厂为秦山核电站制造的核岛主设备反应堆堆内构件通过国家级鉴定。
- 5月1日——延安东路隧道（今延安东路隧道北线）建成通车。
- 5月14日——上海文艺出版社和山西希望出版社合作出版的《性风俗》，引起穆斯林群众愤慨，上海市新闻出版局决定停止发行此书，对上海文艺出版社停业整顿。
- 4月～6月（六四事件）
  - 4月，市委书记江泽民要求全市市民稳定局面，并整顿《世界经济导报》,9月该报被撤销登记而停刊。
  - 5月18日～22日——400多名游行学生在市政府门前进行绝食,随后市政府发出《告上海市民书》，市长朱镕基发表《稳定上海、稳定大局》的电视讲话。
  - 6月4日——针对北京发生的一系列事件，中共上海市委、市政府发布《告全市共产党员、市民书》，反对破坏。
  - 6月5～7日——上海部分高校学生和市民连续上街游行。161次列车驶入上海沪杭铁路光新路铁路道口发生的交通事故期间，有人制造骚乱，被近600名武警、铁路警察和9辆消防车现场抢救，制止骚乱，当场抓获11人。15日，3名罪犯被判处死刑。
  - 6月8～9日晚，市长朱镕基发表电视讲话，恢复秩序。
- 6月5日——沪东船厂制造成功国内首台单机功率3万马力的船用柴油机。
- 6月21日 ——上海人才开发调节中心成立。
- 6月26日——晚上11时13分，由杭州发往上海的364次列车在松江县华阳桥发生车厢爆炸，受伤54人，死亡24人。
- 6月，按照市长朱镕基让上海的夜晚亮起来的要求，外滩14幢建筑泛光照明和南京东路灯光一期工程开工。到1999年全市景观灯光用灯120万盏，景观长100多公里。
- 7月12日——上海新光五金厂因严重亏损由虹口区法院宣告破产，为上海市首起企业破产案。
- 8月2日——上海航空公司引进首架波音757客机。
- 8月15日——由上海飞往南昌的5510航班在虹桥机场起飞时发生故障，冲出跑道，坠入河内，死亡36人。
- 8月18日——石洞口电厂发生特大火灾。
- 9月7日——上海市首届家庭文化节揭幕，主题为爱我上海，爱我家。
- 9月12日——《辞海》1989年版出版。
- 9月13日——上海港货物吞吐量跃居世界第四大港。
- 9月16日～11月3日——上海文化艺术节举行。
- 9月25日——市政府公布第五批市级文物保护单位名单，沙逊别墅、汇丰银行大楼、和平饭店等59处建筑被列为上海市首批优秀近代建筑。
- 10月12日——曲阳新村住宅小区一期工程建成交付使用。
- 10月21日——唐振常主编的《上海史》由上海人民出版社出版，为第一种上海全史著作。
- 10月23～28日——国际科教电影协会年会和国际科教电影节在沪举行。
- 10月24日——中国极地研究所在上海成立。
- 11月2日——亚太地区城市技术合作网在上海成立。
- 11月12日——上海市电话号码由六位升为七位。
- 11月20日——石洞口到崇明县新开河码头开通，渡轮航程65分钟，为上海市区到崇明最便捷的航线。
- 11月30日——由上海和北京11个研究单位在上海建成传感技术联合重点实验室。
- 12月8日——上海第一家肯德基在东风饭店开业。
- 12月11日——上海首届农民电影节开幕。
- 全年发售福利彩票834万元。1999年增至近9亿元，创历史最高，名列全国第一。

## 政府
- 6月23～24日——中共十三届四中全会召开，选举江泽民为中共中央总书记。8月1日中共中央决定江泽民不再担任中共上海市委书记。
- 8月1日——朱镕基任中共上海市委书记。

## 经济
- 上海市全市财政收入158.7亿元。

## 环境
- 7月26日——黄浦江上游水源保护现场会在吴泾化工厂召开。市长朱镕基发表治理黄浦江环境讲话。

## 科技
- 9月4日——报载，1981～1989年9月上海航天工业参与和独立发射9颗卫星，成功率100%。
- 9月9日——申屠新林、曾乐、顾玉东、黄培忠、包起帆、王承德、吴汝平、郭亚军、席裕庚、惠永正获上海市首届科技精英奖。